# Distincaleyrodes
Distincaleyrodes is een geslacht van halfvleugeligen (Hemiptera) uit de familie witte vliegen (Aleyrodidae), onderfamilie Aleyrodinae.
De wetenschappelijke naam van dit geslacht is voor het eerst geldig gepubliceerd door Dubey & Sundararaj in 2006. De typesoort is Distincaleyrodes setosus.

## Soort
Distincaleyrodes omvat de volgende soort:
- Distincaleyrodes setosus Dubey & Sundararaj, 2006